# 山兰
山兰（学名：Oreorchis patens），即细花山兰，为兰科山兰属下的一种多年生草本植物。种名patens意为伸展的。

## 特徴
山兰高30-40cm。它擁有卵形的偽球茎。其葉長20-30cm。寬1-3cm，倒披針形。花黄褐色，總状花序，花期5-7月。
- 花蕾
- 花
- 葉